# CS Universitatea Craiova
Universitatea Krajowa (rum. Clubul Sportiv Universitatea Craiova) – rumuński klub piłkarski, mający swoją siedzibę w mieście Krajowa w środku kraju. Został założony 5 września 1948 roku. Obecną nazwę nosi od 1966 roku.

## Historia
Chronologia nazw:
- 05.09.1948: CSU Craiova
- 1950: Știința Craiova
- 1966: CS Universitatea Craiova
- 1991: sekcja piłkarska rozwiązana
- 2013: CSU Craiova
- 2016: CS Universitatea Craiova

Klub piłkarski CSU Craiova został założony w miejscowości Krajowa 5 września 1948 roku.
Drużyna przez pierwsze sześć lat swojego istnienia grała w niższych klasach rozgrywkowych. Po raz pierwszy do drugiej ligi awansowała w 1954 roku. Dziesięć lat później zespół zawitał do ekstraklasy, w której występował nieprzerwanie do 2005 roku.
Universitatea najbardziej owocny okres przeżywała w latach 70. i 80. W sezonie 1973–1974 podopieczni Constantina Deliu zdobyli pierwsze w historii mistrzostwo kraju, a cztery lata później - Puchar kraju. Pod koniec lat 70. miejsce zasłużonego Deliu zajęli Valentin Stanescu i piłkarska legenda Universitatei Ion Oblemenco. Duet szkoleniowy najpierw po siedmioletniej przerwie odzyskał tytuł mistrzowski (1980), a rok później do kolekcji trofeów dołączył kolejne mistrzostwo i Puchar. W rozgrywkach 1982–1983, już pod opieką Constantina Oteta i Nicolae Ivana, zespół dotarł do półfinału Pucharu UEFA. Rywalem Rumunów była SL Benfica. Wcześniej podopieczni Oteta i Ivana wyeliminowali wicemistrzów Włoch AC Fiorentinę, Girondins Bordeaux i 1. FC Kaiserslautern. W półfinale Universitatea odpadła przez jedną bramkę straconą u siebie; w pierwszym meczu w Portugalii padł bezbramowy remis, a w rewanżu w Krajowie było 1:1. O sile tamtego zespołu stanowili bramkarz Silviu Lung, libero Costică Ștefănescu, pomocnicy Aurel Beldeanu i Ion Geolgău oraz napastnicy Ilie Balaci i Rodion Cămătaru.
W drugiej połowie lat 80., kiedy nasilił się terror Nicolae Ceaușescu, w lidze wygrywała już tylko Steaua Bukareszt, której prezesem był syn dyktatora Valentin. W 1991 roku zdobył swój ostatni tytuł krajowy i Puchar Rumunii pod kierownictwem Sorina Cârțu. Po zakończeniu sezonu 1990/91 klub sportowy CS Universitatea Krajowa rozwiązał sekcję piłkarską.
Po 20 czerwca 2011 zgodnie decyzji rumuńskiej Federacji klub FC Universitatea Krajowa został zdyskwalifikowany, wskutek czego miasto Krajowa straciło swoją czołową drużynę piłkarską. W konsekwencji, latem 2013 roku, władze lokalne Krajowy, wspierane przez Pavel Badea, założyły sekcję piłkarską wewnątrz klubu sportowego CS Universitatea Krajowa. 14 sierpnia 2013 roku CS Universitatea Krajowa został tymczasowo przyjęty do Rumuńskiej Federacji Piłki Nożnej (FRF). W sezonie 2013/14 debiutował w drugiej lidze. W pierwszym sezonie zespół zdobył mistrzostwo i wygrał promocję do pierwszej ligi. W sezonie 2015/16 klub po 21 latach przerwy ponownie startował w rozgrywkach rumuńskiej ekstraligi. Latem 2016 powrócił do nazwy CS Universitatea Craiova.

## Sukcesy

### Trofea międzynarodowe
| \| \| Zdobyte trofea w rozgrywkach międzynarodowych (stan na: 31-05-2018) \| |                                                                     |      |                  |
| Rozgrywki                                                                    | Osiągnięcie                                                         | Razy | Sezon(y)         |
| · Liga Mistrzów · (Puchar Europy)                                            | zdobywca                                                            | 0    |                  |
| · Liga Mistrzów · (Puchar Europy)                                            | finalista                                                           | 0    |                  |
| · Liga Mistrzów · (Puchar Europy)                                            | ćwierćfinalista                                                     | 1    | 1981/82          |
| · Liga Europy · (Puchar UEFA)                                                | zdobywca                                                            | 0    |                  |
| · Liga Europy · (Puchar UEFA)                                                | finalista                                                           | 0    |                  |
| · Liga Europy · (Puchar UEFA)                                                | półfinalista                                                        | 1    | 1982/83          |
| · Puchar Zdobywców                                                           | zdobywca                                                            | 0    |                  |
| · Puchar Zdobywców                                                           | finalista                                                           | 0    |                  |
| · Puchar Zdobywców                                                           | 1/8 finału                                                          | 2    | 1977/78, 1985/86 |
| FIFA                                                                         | Zdobyte trofea w rozgrywkach międzynarodowych (stan na: 31-05-2018) |      |                  |

### Trofea krajowe
| \| \| Zdobyte trofea w rozgrywkach Rumunii (stan na: koniec sezonu 2023/2024) \| |                                                                         |      |                                                                                                   |
| Rozgrywki                                                                        | Osiągnięcie                                                             | Razy | Sezon(y)                                                                                          |
| · Mistrzostwo                                                                    | I miejsce                                                               | 4    | 1973/74, 1979/80, 1980/81, 1990/91                                                                |
| · Mistrzostwo                                                                    | II miejsce                                                              | 6    | 1972/73, 1981/82, 1982/83, 1993/94, 1994/95, 2019/20                                              |
| · Mistrzostwo                                                                    | III miejsce                                                             | 11   | 1966/67, 1974/75, 1976/77, 1983/84, 1985/86, 1989/90, 1992/93, 2017/18, 2020/21, 2021/22, 2023/24 |
| Puchar                                                                           | zdobywca                                                                | 8    | 1976/77, 1977/78, 1980/81, 1982/83, 1990/91, 1992/93, 2017/18, 2020/21                            |
| Puchar                                                                           | finalista                                                               | 5    | 1974/75, 1984/85, 1993/94, 1997/98, 1999/00                                                       |
| II liga                                                                          | I miejsce                                                               | 1    | 2014                                                                                              |
| II liga                                                                          | II miejsce                                                              | 0    | 1960/61                                                                                           |
| II liga                                                                          | III miejsce                                                             | 0    |                                                                                                   |
| Rumunia                                                                          | Zdobyte trofea w rozgrywkach Rumunii (stan na: koniec sezonu 2023/2024) |      |                                                                                                   |

- Liga III:
  - mistrz (1x): 1957/58

## Stadion
Klub rozgrywa swoje mecze domowe na stadionie im. Iona Oblemenki w Krajowie, który może pomieścić 30 944 widzów. Jego inauguracja odbyła się 10 listopada 2017 roku. Obiekt powstał w miejscu starego stadionu, istniejącego w latach 1967–2015. Jego patronem jest Ion Oblemenco, piłkarz i trener Universitatei, zmarły w 1996 roku. Oblemenco jako zawodnik spędził w klubie jedenaście lat i czterokrotnie zdobył koronę króla strzelców, a jako szkoleniowiec wygrał mistrzostwo i Puchar Rumunii.

## Piłkarze

### Skład na sezon 2023/2024
| Nr | Poz. | Piłkarz                 |
| -- | ---- | ----------------------- |
| 1  | BR   | David Lazar             |
| 2  | OB   | Ștefan Vlădoiu          |
| 3  | OB   | Jean Baptiste Mendy     |
| 4  | PO   | Alexandru Crețu         |
| 6  | PO   | Vladimir Screciu        |
| 7  | PO   | Alexandru Ișfan         |
| 8  | PO   | Alexandru Mateiu        |
| 9  | NA   | Andrei Ivan             |
| 10 | PO   | Ștefan Baiaram          |
| 11 | PO   | Nicușor Bancu (kapitan) |
| 12 | OB   | Basilio Ndong           |
| 14 | PO   | Lyes Houri              |
| 15 | OB   | Juraj Badelj            |
| 17 | OB   | Florin Borța            |
| 19 | NA   | Elvir Koljić            |
| 20 | NA   | Jovan Marković          |

| Nr | Poz. | Piłkarz           |
| -- | ---- | ----------------- |
| 21 | BR   | Laurențiu Popescu |
| 22 | PO   | Cosmin Stana      |
| 23 | PO   | Mihai Căpățînă    |
| 24 | PO   | Ante Roguljić     |
| 25 | OB   | Karlo Tomašec     |
| 26 | OB   | Gjoko Zajkov      |
| 27 | PO   | Jasmin Kurtić     |
| 28 | NA   | Alexandru Mitriță |
| 30 | PO   | Dragoș Găină      |
| 33 | PO   | Mihai Lăpădătescu |
| 34 | OB   | Raúl Silva        |
| 35 | PO   | David Sala        |
| 36 | OB   | Florin Gașpăr     |
| 37 | PO   | Marian Danciu     |
| 38 | BR   | Matei Goga        |
| 88 | NA   | Atanas Trică      |

### Królowie strzelców w barwach klubu
- 1966–1967 - Ion Oblemenco (17 goli)
- 1969–1970 - Ion Oblemenco (19)
- 1971–1972 - Ion Oblemenco (20)
- 1972–1973 - Ion Oblemenco (21)
- 1993–1994 - Gheorghe Craioveanu (22)
- 1994–1995 - Gheorghe Craioveanu (27)

### Piłkarze roku w barwach klubu
- 1981 - Ilie Balaci
- 1982 - Ilie Balaci
- 1984 - Silviu Lung
- 1989 - Gheorghe Popescu
- 1990 - Gheorghe Popescu

## Europejskie puchary
Legenda do wszystkich tabel:
- Q – runda eliminacyjna, 1/16, 1/8, 1/4, 1/2 – odpowiednia faza rozgrywek, Grupa – runda grupowa, 1r gr – pierwsza runda grupowa, 2r gr – druga runda grupowa, F – finał, R – runda, PO – play-off
- k. – rzuty karne, los. – losowanie, Dogr. – dogrywka, w. – zasada bramek strzelonych na wyjeździe

| Sezon   | Rozgrywki                 | Runda | Klub                     | Dom     | Wyjazd  | Ogólnie     |
| ------- | ------------------------- | ----- | ------------------------ | ------- | ------- | ----------- |
| 1970/71 | Puchar Miast Targowych    | 1R    | Pécsi Dósza              | 2–1     | 0–3     | 2–4         |
| 1973/74 | Puchar UEFA               | 1R    | ACF Fiorentina           | 1–0     | 0–0     | 1–0         |
| 1973/74 | Puchar UEFA               | 2R    | Standard Liège           | 1–1     | 0–2     | 1–3         |
| 1974/75 | Puchar Europy             | 1R    | Åtvidabergs FF           | 2–1     | 1–3     | 3–4         |
| 1975/76 | Puchar UEFA               | 1R    | Crvena zvezda            | 1–3     | 1–1     | 2–4         |
| 1977/78 | Puchar Zdobywców Pucharów | 1R    | Olympiakos Nikozja       | 2–0     | 6–1     | 8–1         |
| 1977/78 | Puchar Zdobywców Pucharów | 1/8   | Dinamo Moskwa            | 2–0     | 0–2     | 2–2, k: 0–3 |
| 1978/79 | Puchar Zdobywców Pucharów | 1R    | Fortuna Düsseldorf       | 3–4     | 1–1     | 4–5         |
| 1979/80 | Puchar UEFA               | 1R    | Wiener SC                | 3–1     | 0–0     | 3–1         |
| 1979/80 | Puchar UEFA               | 2R    | Leeds United             | 2–0     | 2–0     | 4–0         |
| 1979/80 | Puchar UEFA               | 1/8   | Borussia Mönchengladbach | 1–0     | 0–2     | 1–2         |
| 1980/81 | Puchar Europy             | 1R    | Inter Mediolan           | 1–1     | 0–2     | 1–3         |
| 1981/82 | Puchar Europy             | 1R    | Olympiakos SFP           | 3–0     | 0–2     | 3–2         |
| 1981/82 | Puchar Europy             | 1/8   | KB                       | 4–1     | 0–1     | 4–2         |
| 1981/82 | Puchar Europy             | 1/4   | Bayern Monachium         | 0–2     | 1–1     | 1–3         |
| 1982/83 | Puchar UEFA               | 1R    | ACF Fiorentina           | 3–1     | 0–1     | 3–2         |
| 1982/83 | Puchar UEFA               | 2R    | Shamrock Rovers          | 3–0     | 2–0     | 5–0         |
| 1982/83 | Puchar UEFA               | 1/8   | Girondins Bordeaux       | 2–0     | 0–1     | 2–1, Dogr.  |
| 1982/83 | Puchar UEFA               | 1/4   | Kaiserslautern           | 1–0     | 2–3     | 3–3, w.     |
| 1982/83 | Puchar UEFA               | 1/2   | SL Benfica               | 1–1     | 0–0     | 1–1, w.     |
| 1983/84 | Puchar UEFA               | 1R    | Hajduk Split             | 1–0     | 0–1     | 1–1, k: 1–3 |
| 1984/85 | Puchar UEFA               | 1R    | Real Betis               | 1–0     | 0–1     | 1–1, k: 5–3 |
| 1984/85 | Puchar UEFA               | 2R    | Olympiakos SFP           | 1–0     | 1–0     | 2–0         |
| 1984/85 | Puchar UEFA               | 1/8   | Željezničar              | 2–0     | 0–4     | 2–4         |
| 1985/86 | Puchar Zdobywców Pucharów | 1R    | AS Monaco                | 3–0     | 0–2     | 3–2         |
| 1985/86 | Puchar Zdobywców Pucharów | 1/8   | Dynamo Kijów             | 2–2     | 0–3     | 2–5         |
| 1986/87 | Puchar UEFA               | 1R    | Galatasaray SK           | 2–0     | 1–2     | 3–2         |
| 1986/87 | Puchar UEFA               | 2R    | Dundee United            | 1–0     | 0–3     | 1–3         |
| 1987/88 | Puchar UEFA               | 1R    | GD Chaves                | 3–2     | 1–2     | 4–4, w.     |
| 1990/91 | Puchar UEFA               | 1R    | Partizani Tirana         | 1–0     | 1–0     | 2–0         |
| 1990/91 | Puchar UEFA               | 2R    | Borussia Dortmund        | 0–3     | 0–1     | 0–4         |
| 2017/18 | Liga Europy               | 3Q    | A.C. Milan               | 0–1     | 0–2     | 0–3         |
| 2018/19 | Liga Europy               | 3Q    | RB Leipzig               | 1–1     | 1–3     | 2–4         |
| 2019/20 | Liga Europy               | 1Q    | Səbail Baku              | 3–2     | 3–2     | 6–4         |
| 2019/20 | Liga Europy               | 2Q    | Honved                   | 0–0     | 0–0     | 0–0, k: 3–1 |
| 2019/20 | Liga Europy               | 3Q    | AEK Ateny                | 0–2     | 1–1     | 1–3         |
| 2020/21 | Liga Europy               | 1Q    | Lokomotiwi Tbilisi       | 1–2 (W) | 1–2 (W) | 1–2 (W)     |
| 2021/22 | Liga Konferencji Europy   | 2Q    | Laçi                     | 0–0     | 0–1     | 0–1         |
| 2022/23 | Liga Konferencji Europy   | 2Q    | Vllaznia                 | 3–0     | 1–1     | 4–1         |
| 2022/23 | Liga Konferencji Europy   | 3Q    | Zoria Ługańsk            | 3–0     | 0–1     | 3–1         |
| 2022/23 | Liga Konferencji Europy   | PO    | Hapoel Beer Szewa        | 1–1     | 1–1     | 2–2, k: 3–4 |
| 2024/25 | Liga Konferencji          | 2Q    | NK Maribor               | 3–2     | 0–2     | 3–4         |
| 2025/26 | Liga Konferencji          | 2Q    | FK Sarajevo              | 4–0     | 1–2     | 5–2         |
| 2025/26 | Liga Konferencji          | 3Q    | Spartak Trnawa           | 3–0     | 3–4     | 6–4, Dogr.  |
| 2025/26 | Liga Konferencji          | PO    | İstanbul Başakşehir      | –       | –       | –           |